# Международный славянский канал
Международный Славянский Канал (укр. Міжнародний слов'янський канал, англ. Slavonic Channel International) — телевизионный канал.
Призван информировать славян всего мира и мировое сообщество о разных аспектах жизнедеятельности славянства, уникальной славянской истории, богатых традициях, культуре, достижениях и весомом вкладе славян в развитие мировой цивилизации.

## Общие сведения
«Международный «Славянский канал» («International «Slavonic Channel»), ориентированный на всемирную телевизионную аудиторию, вышел в эфир 12 сентября 2008 года с территории Украины в спутниковом вещании (Sirius-4 Satellite 5° East Frequency 12075 MHz (H) Symbol Rate: 27,5 Msymb/s FEC 3/4 & Astra-2 Satellite 31,5° East Frequency 12090 MHz (H) Vertical Symbol Rate: 27,5 Msymb/s FEC 9/10). SCI работает круглосуточно и охватывает своим вещанием территорию с населением 1 миллиард 202 миллиона человек. Вещание (впервые с Украины) ведётся на четырёх звуковых дорожках: на русском, украинском, английском и языке страны – производителя продукта. В дальнейшем вещание будет осуществляться одновременно на славянских языках, а также на французском, немецком, испанском, португальском, арабском и китайском языках.
Территория славянских государств занимает большую часть территории Европы и состоит из следующих стран: Белоруссии, Болгарии, Боснии и Герцеговины, Македонии, Польши, России, Сербии, Словакии, Словении, Украины, Хорватии, Черногории, Чехии.
- Основная задача проекта – создание глобальной телесети, способной представить миру крупнейший европейский этнос в познавательном формате на основе равных квот и уважительного отношения к суверенитету каждого славянского государства.
- SCI, как источник наиболее полной информации о славянском мире, должен предоставить мировому сообществу  исчерпывающую информацию об истории, традициях, культуре и весомом вкладе крупнейшего европейского этноса в развитие мировой цивилизации.
- SCI - канал межгосударственного, межправительственного и дипломатического общения.
- Девиз канала: «О славянах - миру!».

## История
Первым опытом непосредственного спутникового вещания с территории бывшего СССР стала экспериментальная трансляция с территории Украины «Международного «Славянского канала». Постоянное вещание телеканала началось с 12 сентября 2008 года.
Авторы проекта: Иваненко Владимир Александрович и Иваненко Валерия Владимировна.
На протяжении нескольких лет вещание телеканала осуществлялось на средства владельца. В связи с тем, что попытки привлечения дополнительных средств для дальнейшего развития телеканала затянулись, в декабре 2013 году вещание Международного Славянского телеканала было приостановлено.

## Итоги
Международный Славянский канал стал первым многоязычным телеканалом когда либо вещавшим с территории Украины. Его вещание велось на четырёх звуковых дорожках на английском, русском и украинском языках. Четвёртая звуковая дорожка давала возможность зрителям смотреть программы телеканала в оригинальном звучании, т. е. на языках всех славянских стран — участниц проекта. Была подготовлена база для перевода программ на немецкий, французский, арабский и китайский языки.   
К сотрудничеству с телеканалом были привлечены многие выдающиеся деятели культуры, историки и этнографы из разных стран.  
Началась ретрансляция программ телеканала на территории стран Евросоюза и Израиля